# 珍妮·奇蓮
珍妮·奇蓮（英語：Jeanne Crain，1925年5月25日—2003年12月14日）生于美国加利福尼亞州，美国20世纪著名电影女演员之一。